# Lijst van weg- en veldkapellen in Woensdrecht
Dit is een onvolledige lijst van veldkapellen in de gemeente Woensdrecht. Kapelletjes komen vooral in het zuiden van Nederland voor en werden dikwijls gebouwd ter verering van een heilige.
| Kapel                                           | Adres                           | Plaats      | Bouwperiode | Architect                               | Foto |
| ----------------------------------------------- | ------------------------------- | ----------- | ----------- | --------------------------------------- | ---- |
| Mariakapel                                      | Wouwbaan                        | Hoogerheide | 1950        |                                         |      |
| Mariakapel                                      | Hollandseweg                    | Huijbergen  | 1933        | Jos. Bedaux, Mariabeeld van Manus Evers |      |
| Sint-Teresia van Lisieuxkapel                   | Staartsestraat                  | Huijbergen  | Ca. 1935    |                                         |      |
| Onze-Lieve-Vrouw ter Duinenkapel (Kleine kapel) | Onze Lieve Vrouw ter Duinenlaan | Ossendrecht | 1989        |                                         |      |
| Mariakapel                                      | Eikelhof-Kerkstraat (parkje)    | Ossendrecht |             |                                         |      |
| Mariakapel (Maria in 't groen)                  | Kerkepadje                      | Woensdrecht |             |                                         |      |
| Mariakapel                                      | Nieuweweg-Nederheide            | Woensdrecht | 1948        | A. Mertens, F.B. Sturm en L. Sturm      |      |